# George A. Woods
George A. Woods (* 26. Januar 1926 in Lake Placid, NY; † 11. August 1988) war ein amerikanischer Literaturkritiker und Kinderbuchautor.

## Leben
George Allan Woods wuchs in den Adirondacks auf, einer durch Sommerhäuser und Saisongeschäft geprägten Gegend. In seinem ersten Roman Vibrations, der autobiographische Züge trägt, beschrieb er den saisonalen Verlauf des Lebens in den Adirondacks:
Sommer bedeutete Menschen, Wandel, Gesichter, die man ein Jahr lang nicht gesehen hatte. […] Die Sommer-Menschen pumpten uns […] voll Geld und Leben. Woods war von 1963 bis 1984 Redakteur und Buchkritiker für Kinder- und Jugendliteratur bei der New York Times und deren Beilage The New York Times Book Review. Er verfasste Anfang der 1970er Jahre zwei Bücher für Kinder bzw. Jugendliche. Protagonist seines ersten Buches Vibrations ist ein Siebzehnjähriger auf der Suche nach einer eigenen Identität. Das zweite Buch Catch a Killer handelt von dem zwölfjährigen Andrew, der sich in einem verlassenen Haus versteckt und dort Zeuge eines Verbrechens wird. Catch a Killer wurde 1974 mit dem Dorothy Canfield Fisher Award ausgezeichnet und ins Deutsche übersetzt.

## Werke
- Vibrations. Harper and Row, New York 1970.
- Catch a Killer. Harper and Row, New York 1972, ISBN 0-06-026589-2.
  - Du sollst nicht töten, aus dem Amerikanischen von Mechtild Sandberg. Goldmann, München 1974, ISBN 3-442-04317-4.
- Reviewing Books for Children. In: Sylvia E. Kamerman (Hrsg.):  Book reviewing. A guide to writing book reviews for newspapers, magazines, radio, and television, by leading book editors, critics, and reviewers. The Writer, Boston 1978, ISBN 0-87116-113-3, S. 51–67.